# Ilya Ionov
Ilya Viktorovich Ionov (tiếng Nga: Илья Викторович Ионов; sinh ngày 27 tháng 7 năm 1985) là một cầu thủ bóng đá người Nga. Anh thi đấu cho F.K. Rotor Volgograd.